# Hungenberg
Hungenberg ist ein Ortsteil im Stadtteil Bensberg von Bergisch Gladbach.

## Geschichte
Der frühneuzeitliche Siedlungsname Hungenberg wurde 1666 erstmals in der Form „ahm Hundenberg“ urkundlich erwähnt. Das Hungenberger Gut unterstand bis zum Beginn des 19. Jahrhunderts dem Gladbacher Fronhofsgericht und gehörte zum Botenamt Gladbach.
Zur Erklärung des Bestimmungswortes Hungen bzw. Hunden gibt es mehrere Deutungen:
1. Das althochdeutsche hunno/hunto (= Hauptmann) bzw. das mittelhochdeutsche hunne/hunde (= centenarius, vom lateinischen centum = 100) verweisen auf den „centenarius“, das heißt den Vorsteher einer Hundertschaft (Honschaft). Demzufolge stünde Hungenberg in Etymologie zum Zahlwort hundert und bezöge sich auf die Honschaft (= Hundertschaft) Bensberg.
2. Eine andere Deutung führt den Hungenberg auf das mundartliche Adverb „ongen“ (= unten) zurück, was bedeutete, dass die Siedlung unten am Berg liegt.
3. Schließlich könnte sich die alte Schreibweise Hunden auf den häufigen Flurnamen Hund beziehen, was bedeuten würde, dass es sich in der Umgebung um eine minderwertige Bodenqualität handelt.[1]

Die Topographia Ducatus Montani des Erich Philipp Ploennies, Blatt Amt Porz, belegt, dass der Wohnplatz 1715 als gemeiner Hof kategorisiert und mit Hongenberg bezeichnet wurde. Aus dem Hebbuch des Botenamts Gladbach von 1758/1759 geht hervor, dass Hungenberg zu dieser Zeit Teil der Honschaft Gladbach im gleichnamigen Kirchspiel war.
Unter der französischen Verwaltung zwischen 1806 und 1813 wurde das Amt Porz aufgelöst und Hungenberg wurde politisch der Mairie Bensberg im Kanton Bensberg zugeordnet. 1816 wandelten die Preußen die Mairie zur Bürgermeisterei Bensberg im Kreis Mülheim am Rhein. 1869 wurde die Siedlung Hungenberg nach Bensberg „umgepfarrt“.
Der Ort ist auf der Topographischen Aufnahme der Rheinlande von 1824, auf der Preußischen Uraufnahme von 1840 und ab der Preußischen Neuaufnahme von 1892 auf Messtischblättern regelmäßig als Hungenberg, später ohne Namen verzeichnet.
Aufgrund des Köln-Gesetzes wurde die Stadt Bensberg mit Wirkung zum 1. Januar 1975 mit Bergisch Gladbach zur Stadt Bergisch Gladbach zusammengeschlossen. Dabei wurde auch Hungenberg Teil von Bergisch Gladbach.
| Jahr | Einwohner | Wohn- gebäude | Kategorie |
| ---- | --------- | ------------- | --------- |
| 1822 | 5         |               | Bauerngut |
| 1830 | 7         |               | Bauerngut |
| 1845 | 19        | 2             | Bauerngut |
| 1871 | 87        | 13            | Hofstelle |
| 1885 | 79        | 17            | Wohnplatz |
| 1895 | 87        | 10            | Wohnplatz |
| 1905 | 104       | 17            | Wohnplatz |